# Leuchtturm Hela II
Der Leuchtturm Hela II befindet sich in der gleichnamigen Fischerei- und Hafenstadt Hel (deutsch Hela) an der Spitze der polnischen Halbinsel Hel zwischen der Zatoka Pucka (deutsch Putziger Wiek) und der Ostsee im Powiat Pucki (Putzig) der polnischen Woiwodschaft Pommern.
Benachbarte Leuchttürme stehen in Jastarnia (deutsch Heisternest) im Westen und in Gdańsk (deutsch Danzig).

## Geschichte

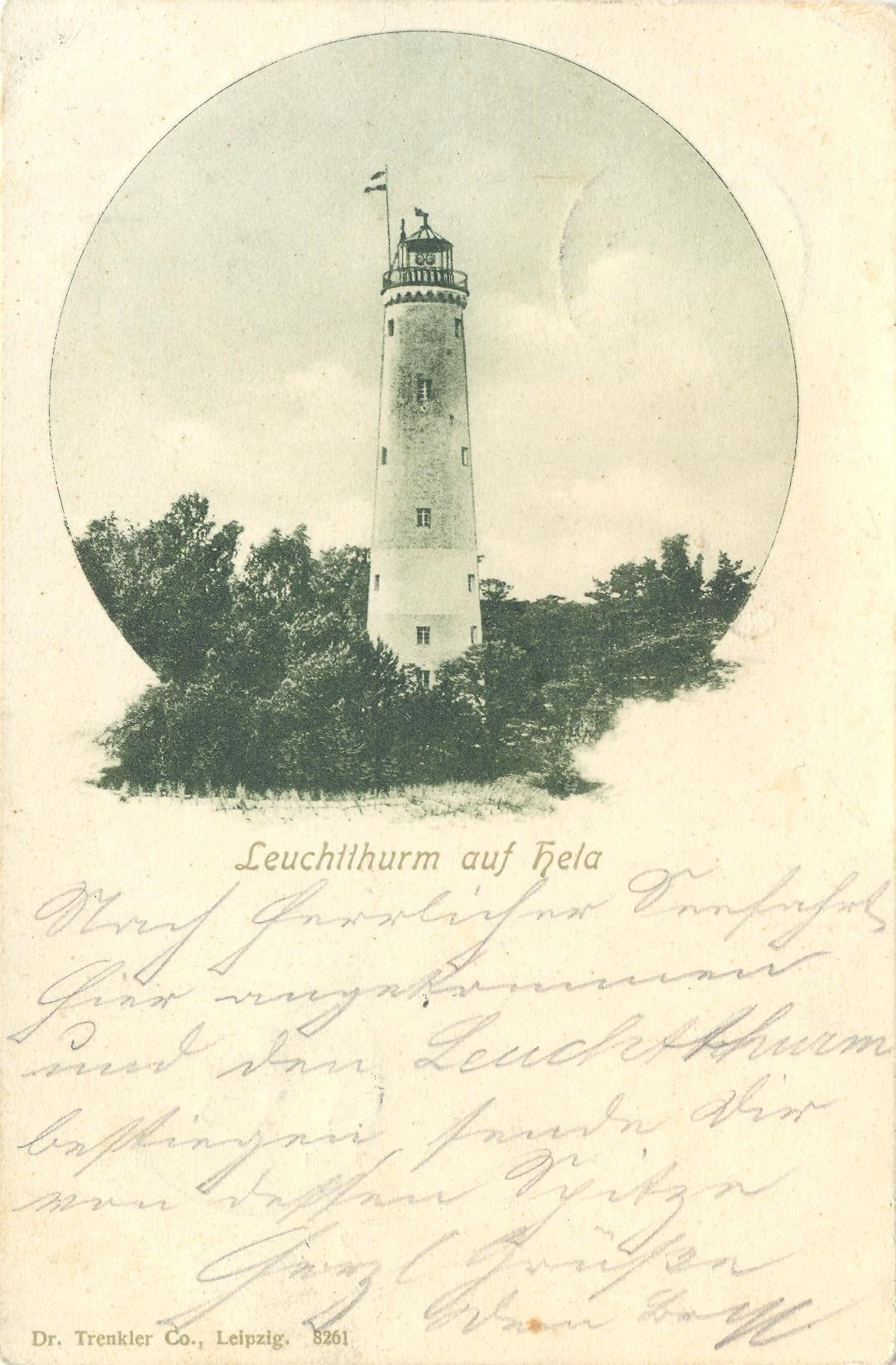
Postkarte von 1900

Im 17. Jahrhundert wurden auf der äußersten Spitze der Halbinsel Hel erste Feuer entzündet, um den Schiffen einen sicheren Orientierungspunkt Richtung Danzig zu geben. Ab 1790 bestand eine Blüse, danach verschiedene Wippfeuer.
Bereits 1806 wurde der Bau des Leuchtturm Hel von dem bekannten Geheimen Oberbaurat August Severin, als er noch junger Baukondukteur war, begonnen. Erst nach der endgültigen Befreiung Europas und dem Sturz Napoleons kam es in Preußen mit dem Deutschen Bund zur Bildung eines lockeren Bündnisses von Staaten. Unter der Leitung von Peter Beuth auf der „Stelle eines vortragenden Raths bei der General Verwaltung für Gewerbe und Handel“ wurde eine umfangreiche Befeuerung der preußischen Küste begonnen. Nach der Turmerhöhung Memel (1819) wurden neu erbaut Rixhöft (1822), Arcona (1824), Hela (1826) und Jershöft (1830). In der nachfolgenden Zeit bis zur Jahrhundertwende sind weit mehr als 20 Seefeuer an der deutschen Küste in Dienst gestellt worden.
Am 1. August 1827 wurde am Ende der Putziger Nehrung ein erster gemauerter runder Leuchtturm mit Laterne und grünem Kegeldach in Betrieb genommen. Als Lichtquelle dienten sechs mit Rapsöl gespeiste Lampen mit Parabolspiegel, die auf einem Drehtisch von einem Uhrwerk gedreht wurden. Im Jahr 1926, wurde eine Petroleumlampe in ein optisches Gerät eingebaut, das aus vier Linsen bestand. 1929 wurde der Leuchtturm verputzt und mit weißen und roten Streifen bemalt.
Polen machte 1928 Hel zu einem Militärhafen und erklärte die gesamte Halbinsel 1936 zur befestigten Region. 1938 wurde der Turm elektrifiziert und mit einer 3000 Watt-Glühlampe bestückt. Bei Nebel wurden alle vier Minuten Kanonenschüsse abgefeuert.
Der Leuchtturm wurde am 19. September 1939 während der Verteidigung von Hel von polnischen Pionieren gesprengt, um das Zielen der deutschen Artillerie von See aus zu erschweren.

## Der Leuchtturm

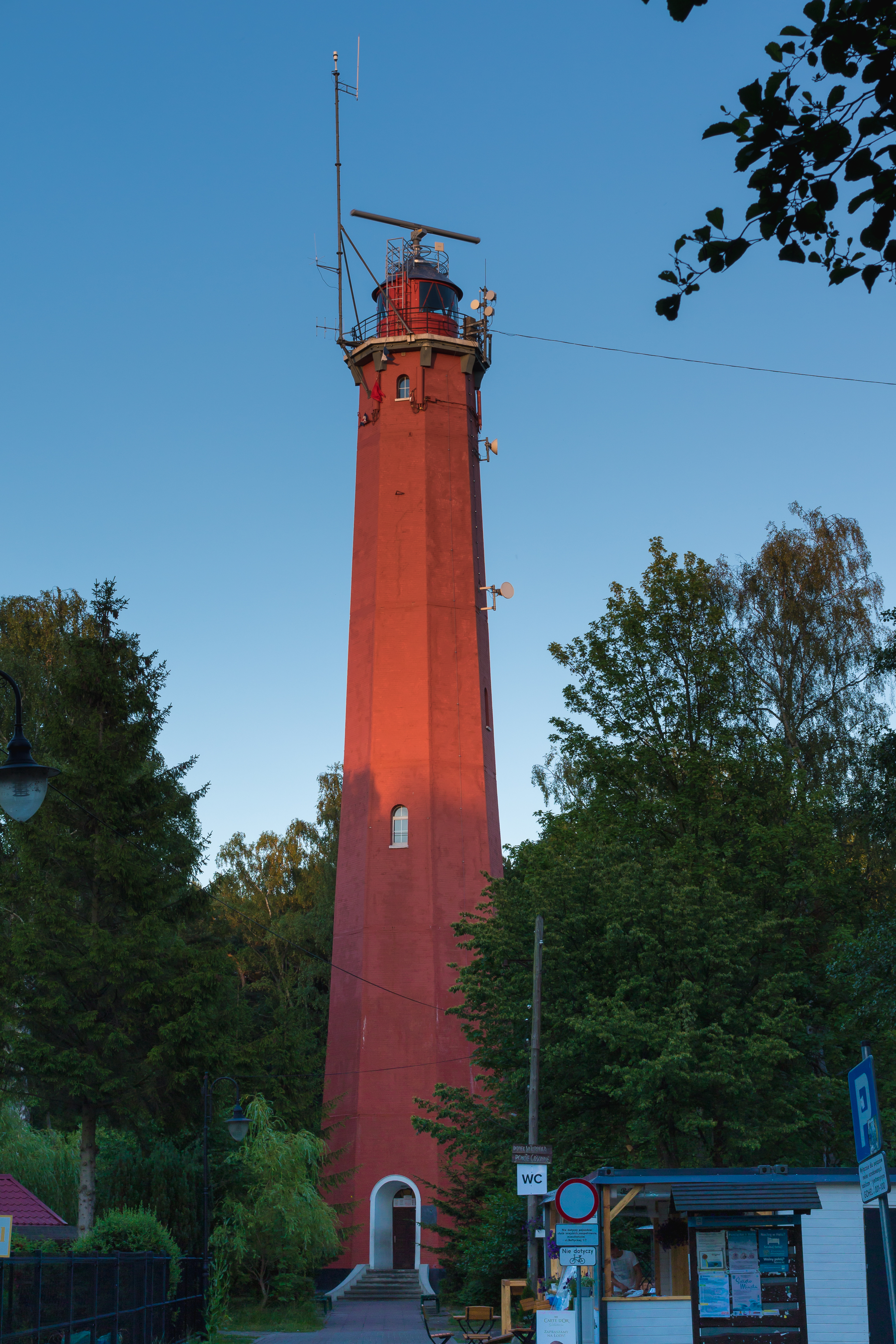
Leuchtturm von 1942

Der Leuchtturm Hela II wurde während der deutschen Okkupation im Mai 1941 nach einem alten Entwurf rund 10 Meter südöstlich vom Fundament des alten Leuchtturms in nur 7 Monaten Bauzeit errichtet. Der achteckige Turm wurde aus roten Backsteinen gemauert. Das weiße Gleichtaktfeuer wird mit einer Gürtellinse und einer 1000-Watt-Glühlampe erzeugt. Bei Ausfall einer Glühlampe dreht ein automatischer Lampenwechsler eine Reservelampe in den Fokus der Linse.
Bei Kriegsende 1945 fiel der Leuchtturm in die Hände der sowjetischen Armee und ging später in polnischen Besitz über. Bis zum 1. August 1994 war der Leuchtturm für die Öffentlichkeit nicht zugänglich, da die Halbinsel Hel weiterhin militärisches Sperrgebiet war. 2003 wurde der Leuchtturm mit dem automatischen Schiffsidentifikationssystem (AIS) ausgestattet und auf dem Laternendach eine Radarantenne installiert.
Die Turmspitze erreicht man über eine enge gemauerte Wendeltreppe, den oberen Teil mit einer Metalltreppe nach 203 Stufen. Vom Leuchtturm aus sieht man die ganze Halbinsel Hel wie auf einem Präsentierteller - das Meer auf beiden Seiten, die Wälder, die Stadt und die Strände. Bei guter Sicht sieht man die Metropolregion Dreistadt Gdańsk-Sopot-Gdynia, die sich auf dem anderen Ufer der Bucht der Danziger Bucht befindet.
Der Turm wird vom Urząd Morski (Seeamt) in Gdynia unterhalten und betrieben.

## Philatelistische Würdigung
Am 15. September 1966 gab die polnische Post eine Serie Turystyka heraus. Eine der neun Briefmarken zeigt den Leuchtturm Hel, Wert 20 gr.
Im Jahr 2007 gab die polnische Post den zweiten Briefmarkenblock einer neuen Serie mit Leuchttürmen der polnischen Küste heraus. Eine der vier Briefmarken zeigt den Leuchtturm Hel, Wert 3,55 zł.
Eine numismatische Würdigung gab es 2010 mit einer Sonderprägung Polskie Latarnie Morskie mit vier Leuchtturm-Münzen von Gdansk, Rozewie, Hel und Krynica Morska.